# Pentheochaetes apicalis
Pentheochaetes apicalis är en skalbaggsart som beskrevs av Julius Melzer 1935. Pentheochaetes apicalis ingår i släktet Pentheochaetes och familjen långhorningar.
Artens utbredningsområde är:
- Costa Rica.
- Panama.

Inga underarter finns listade i Catalogue of Life.